# Željezov(III) klorid
Željezov(III) klorid, kemijska formula FeCl3, željezova je sol koja se industrijski proizvodi u prilično velikim količinama. Boja kristala ovisi o kutu gledanja - preko reflektirane svjetlosti kristali se čine tamno zeleni, a preko transmitirane purpurno-crveni. Bezvodni željezov(III) klorid je higroskopan, a na vlažnom zraku stvara klorovodične pare. Rijetko se može naći u svom prirodnom stadiju minerala molisita, koji je nađen u nekim fumarolama.

Otapanjem u vodi željezov(III) klorid hidrolizira i oslobađa toplinu egzotermnom reakcijom. Nastala smeđa, kisela i korozivna otopina koristi se kao koagulant pri obradi otpadnih voda i proizvodnji pitke vode.  

## Uporaba
Upotrebljava se u grafičkoj industriji za izradu bakrene košuljice u bakrotisku.